# Kostel svatého Martina (Trstená)
Kostel svatého Martina je římskokatolický kostel v Trstené.
Je postaven na gotických základech pravděpodobně ze 14. a 15. století. Kostel byl v minulosti několikrát přestavěn. První přestavba byla provedena v letech 1710 až 1747. V okolí kostela byly do hradeb vbudovány kamenné zpovědnice na způsob výklenků a polygonální kaple Svatého kříže. Přestavba byla ukončena vytvořením barokní cibulovité věže. Během druhé světové války byl kostel značně poškozen. Rekonstrukce chrámu byla provedena v letech 1946 až 1948.
V kostele se nachází několik významných historických památek. Mezi nejvýznamnější patří: barokní parlamentář z poloviny 18. století), patronátní lavice (polovina 18. století), volné plastiky (18. století), polorustikální socha Panny Marie (polovina 18. století), lidový betlém s velkými figurkami (začátek 19. století).